# 吳雲 (乾隆進士)
吳雲（？—？），字潤之，號玉松，江蘇長洲縣（今蘇州市）人。清朝政治人物。
進士。選翰林院庶吉士，散館授編修，官至河南彰德府知府。著有《醉石山房詩文鈔》。